# Freckenhorst
Freckenhorst ist ein Stadtteil von Warendorf im Münsterland. Warendorf ist namensgebende Kreisstadt des Kreises Warendorf in Nordrhein-Westfalen.

## Geographie
Folgende Bauerschaften gehören zu Freckenhorst:
- Flintrup
- Gronhorst
- Hoenhorst
- Hägerort
- Walgern

## Geschichte

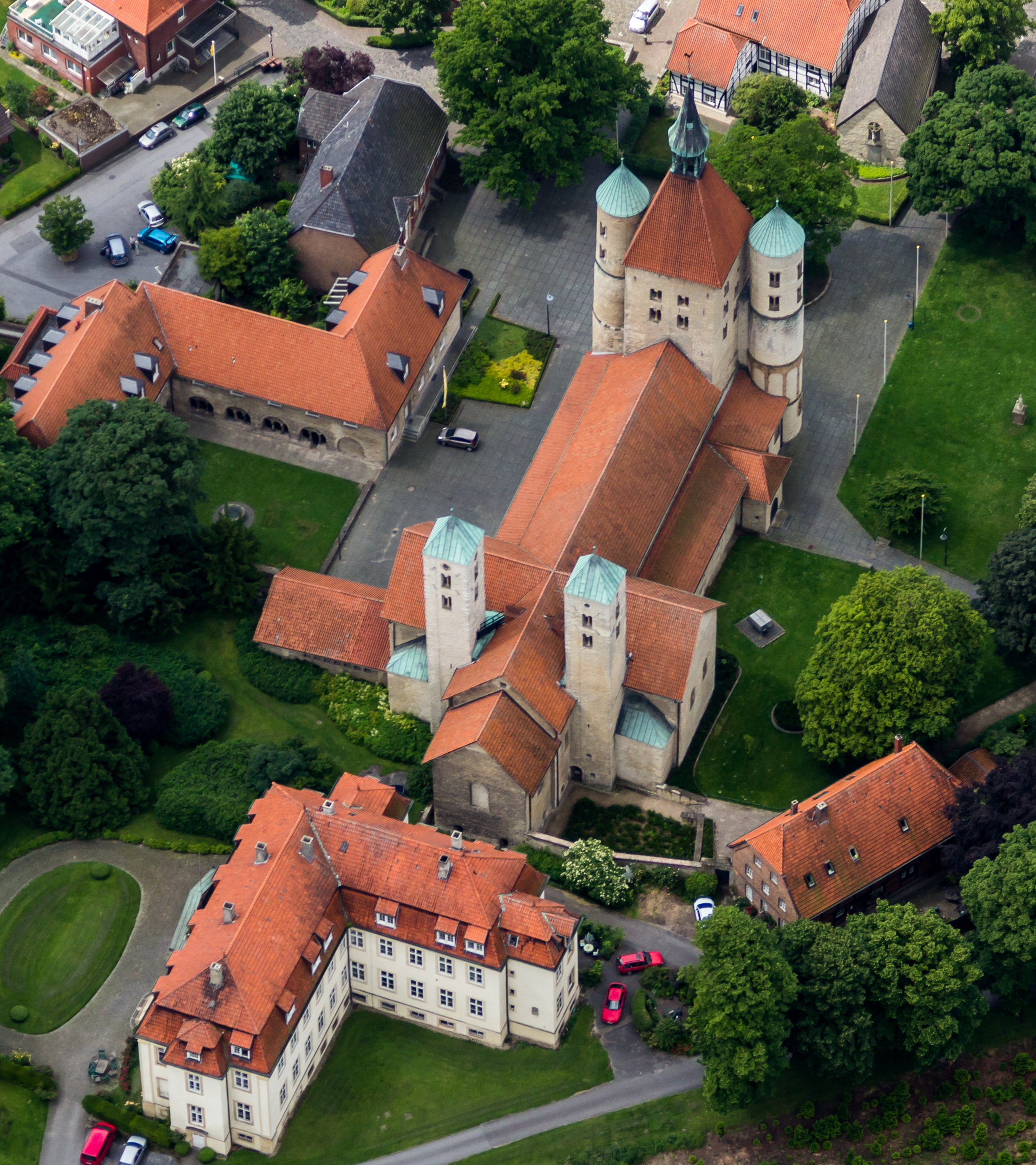
Schloss und St.-Bonifatius-Kirche (2014)

### Mittelalter
Freckenhorst wurde im Jahre 851 zum ersten Mal urkundlich erwähnt. Im selben Jahr wurde durch den Edelherrn Everword und seine Frau Geva das Kanonissenstift Freckenhorst gegründet. Als erste Äbtissin wurde Thiatildis, eine Nichte des Gründerpaares, eingesetzt. Dem Stift, das große Ländereien besaß, wuchs im Laufe der Jahre erhebliche Macht und Einfluss zu. Die Ansiedlung von Freckenhorst hatte sich am Rande und unter Schutz des Klosters entwickelt.
Im Jahre 1116 wütete in Freckenhorst ein Großbrand, bei dem auch die Kirche zerstört wurde. Eine neue Stiftskirche wurde unter Einbeziehung älterer Gebäudeteile errichtet. Sie wurde 1129 durch Egbert, Bischof von Münster, eingeweiht und ist erhalten.

### Frühe Neuzeit
1495 wurde das Kanonissenstift in ein freiweltliches Damenstift umgewandelt. 1538 forderte der Münsteraner Fürstbischof Franz von Waldeck die Äbtissin Agnes auf, die in Freckenhorst versteckten Täufer auszuliefern.
Als 1616 in Warendorf erneut die Pest ausgebrochen war, verbot die Freckenhorster Äbtissin den Dorfbewohnern, in Warendorf Brot, Öl, Heringe und andere Waren zu kaufen. Weil es daraufhin zu Protesten aus Warendorf kam, begründet sie die Maßnahme damit, dass das Brot „zu Freckenhorst eben so gut ist, als es in Warendorf gebacken werden soll“ und dass „die Luft der Pest halber zu Warendorf infiziert sei“. 1623 sorgte die bedeutende Äbtissin Agnes von Limburg-Stirum dafür, dass Bauern im Kirchspiel keine Abgaben zu leisten brauchten. 1631 blühte in der sich allmählich um das adelige Damenstift ausbreitenden Gemeinde das Handwerk und Gewerbe auf. 1637, d. h. im Dreißigjährigen Krieg, fand bei Freckenhorst ein Gefecht zwischen dem ligistischen General Alexander II. von Velen und hessen-kasselischen Soldaten statt. Auf beiden Seiten waren ca. 150 bis 200 Soldaten beteiligt. General von Velen konnte die gegnerischen Truppen fast völlig aufreiben. Ebenso kam es 1645 zwischen den Bewohnern von Freckenhorst und denen von Hoetmar und Enniger zu einem blutigen Zusammenstoß, bei dem mehrere Tote zu beklagen waren. Streitpunkt war die Nutzung der Hoetmarer Mark. Die Stiftskirche wurde verwüstet: Durch Plünderungen lagen Heiligenbilder verstreut in der Kirche, die Gebetskrypta diente als Bierkeller und mit Zinnleuchtern wurde das Dach ausgebessert. Auch das geistliche Leben erstarb: Der Stiftsdechant lebte mit einer Frau zusammen, die Stiftsfräulein wussten bei einer Visitation nicht einmal anzugeben, ob sie den geforderten Glaubenseid abgelegt hatten. 1654, nach dem Ende des Krieges, gewährte die Äbtissin den Schneidern und Schuhmachern wie auch den Schreinern, Zimmerleuten, Küfern, Pflugmachern, Drechslern und Tuchmachern das Zunftrecht.
1740 ließ die Äbtissin Clara Franziska von Westerholt-Lembeck das Abteigebäude, das heutige Schloss, durch den Paderborner Hofarchitekten Franz Christoph Nagel neu erbauen. 1750 grassierte in Freckenhorst eine furchtbare Viehseuche. Zum Abtransport der verendeten Tiere schaffte die Gemeinde einen speziell angefertigten Schlitten an. Zur Abwendung der Seuche ordnete der Dechant eine besondere Andacht an. Am 10. Oktober 1776 wurde der spätere Bischof von Münster Bernard Georg Kellermann in Freckenhorst geboren. Sein Weg führte vom Pfarrdechanten an St. Ludgeri in Münster über die Tätigkeit als Domprediger und Professor für Exegese zum Domherrn. Am 10. Dezember 1846 wurde Kellermann in Münster zum Bischof gewählt, starb aber noch vor der Konsekration, am 29. März 1847.
Bis 1793 waren Therese-Louise von Haxthausen, Mutter der Dichterin Annette von Droste-Hülshoff, und anschließend ihre Halbschwester Dorothea von Haxthausen, verheiratete Wolff-Metternich, Stiftsdamen in Freckenhorst. Im Jahre 1795 brach eine Hungersnot in Freckenhorst aus. Sie war so schlimm, dass am 7. März der Gemeindevorsteher die Äbtissin des Stifts anflehte, die Einwohner vor dem Hungertod zu bewahren.

### 19., 20. und 21. Jahrhundert
1802 wurde Freckenhorst eine Titularstadt ohne eigentliches Stadtrecht.
Bis zum Anfang des 19. Jahrhunderts gehörten Wigbold und Kirchspiel Freckenhorst landesherrlich zum Hochstift Münster und waren dem Amt Sassenberg unterstellt. Das Wigbold umfasste 1786 zusammen mit dem Stift 253 Wohnhäuser, das Kirchspiel mit den Bauerschaften Flintrup, Gronenhorst, Hohenhorst sowie Walgern und Hegern insgesamt 83 Wohnhäuser. Im Jahr 1803 wurden große Teile des aufgelösten Hochstifts Münster im Reichsdeputationshauptschluss dem König von Preußen zugesprochen. Im Frieden von Tilsit (1807) trat Preußen das Fürstentum Münster, damit auch Freckenhorst, an Napoleon ab, der es 1808 dem zwei Jahre zuvor neu errichteten Großherzogtum Berg zuordnete. Freckenhorst gehörte zum Kanton Warendorf im Departement der Ems (1811 umgegliedert zum Departement der Ruhr). Nach der Völkerschlacht bei Leipzig und dem Rückzug der Franzosen aus den rechtsrheinischen Gebieten kam die Region 1813 zunächst provisorisch und aufgrund der auf dem Wiener Kongress (1815) getroffenen Vereinbarungen dauerhaft zum Königreich Preußen.
1803 wandelte König Friedrich Wilhelm III. das Stift Freckenhorst in eine Versorgungsanstalt für adelige Damen aller christlichen Bekenntnisse um. Am 13. August 1811 wurde das Stift säkularisiert. Zum Stift gehörten in diesem Jahr die Abtei mit 900 Morgen Land, etwa 15 Miethäuser in Freckenhorst, etwa 250 in Erbschaft vergebene Bauernhöfe, etwa 20 in Lehen vergebene Höfe, zahlreiche verpachtete Äcker, Gärten, Kotten und Wälder. Der gesamte Besitz wurde eingezogen, das Inventar der Abtei meistbietend versteigert.
1820 hieß es über die Leineweberei in einem zeitgenössischen Bericht: „Die Zahl der Leineweber hat sich seit dem Jahre 1811 beynah um 120 gemindert; dieses hat indes keine Verbindung mit der Veränderung des Zunft und Gildewesens, sondern rührt vielmehr von dem Umstand her, daß der Leinwandhandel schon seit geraumer Zeit gänzlich darniederliegt“. 1824 herrschte in Teilen des Münsterlandes wieder eine Hungersnot. In Freckenhorst waren zwei Drittel der Bevölkerung von der Armenunterstützung abhängig.
1827 verkaufte die königliche Regierung zu Münster die Abtei mit all ihren Gütern und Land von 927 Morgen für 50 000 Taler an Oberstleutnant Zühleke. 1841 ging die Abtei in den Besitz des Reichsgrafen von Merveldt über.
Am Abend des 23. November 1848 zogen ca. 100 mit Knütteln und Stöcken „bewaffnete“ Männer durch den Ort und versuchten beim Polizeidiener die Tür aufzubrechen. Der Amtmann bat den Landrat um die Entsendung von wenigstens zwei Polizisten, falls sich die „Exzesse“ wiederholen sollten.
1899 baute die Westfälische Landes-Eisenbahn (WLE), die zuvor meist im Sauerland aktiv gewesen war, auch im Münsterland mehrere Strecken. Die Bahnstrecke Neubeckum-Ennigerloh-Freckenhorst-Warendorf wurde von 1899 bis 1901 abschnittweise freigegeben.
1913 errichtete Theodor Kreimer einen mechanischen Betrieb für hochwertige Plüschherstellung. Zuerst wurde vor allem Möbelplüsche und Bettumrandungen in Velourstechnik hergestellt. Nach dem Zweiten Weltkrieg hatte sich die Firma dann auch auf die Produktion von Teppichen verlegt. 1954 bezog die Katholische Landvolkshochschule „Schorlemer Alst“, die 1949 von führenden Frauen und Männern der Diözese Münster, der bäuerlichen berufsständischen Organisationen des Münsterlandes und der Katholischen Landjugendbewegung gegründet wurde, am Rande Freckenhorsts ein eigenes Haus.
Am 1. Januar 1969 wurde die Gemeinde Kirchspiel Freckenhorst eingemeindet. Am 1. Juli 1969 folgte die Nachbargemeinde Hoetmar.
Freckenhorst wurde am 1. Januar 1975 durch das Münster/Hamm-Gesetz in die Stadt Warendorf eingemeindet. 1981 wurde das Freckenhorster Krankenhaus geschlossen. 2001 fanden zum 1150-jährigen Bestehen Jubiläumsfeierlichkeiten statt.

## Wappen
Blasonierung: „Über einem goldenen Schild im roten Schildhaupt drei goldene Sterne“.
Bedeutung: Das Wappen basiert auf dem der Herren von Vernhove, welche früher zahlreiche Besitztümer in der Gegend um Freckenhorst hatten. Es wurde früher vom Amt Freckenhorst geführt. Die drei Sterne stehen für die Stadt Freckenhorst, das Kirchspiel Freckenhorst und für die Gemeinde Neuwarendorf. Die Farben des Wappens sind dem Wappen des Hochstifts Münster entnommen.

## Sehenswürdigkeiten

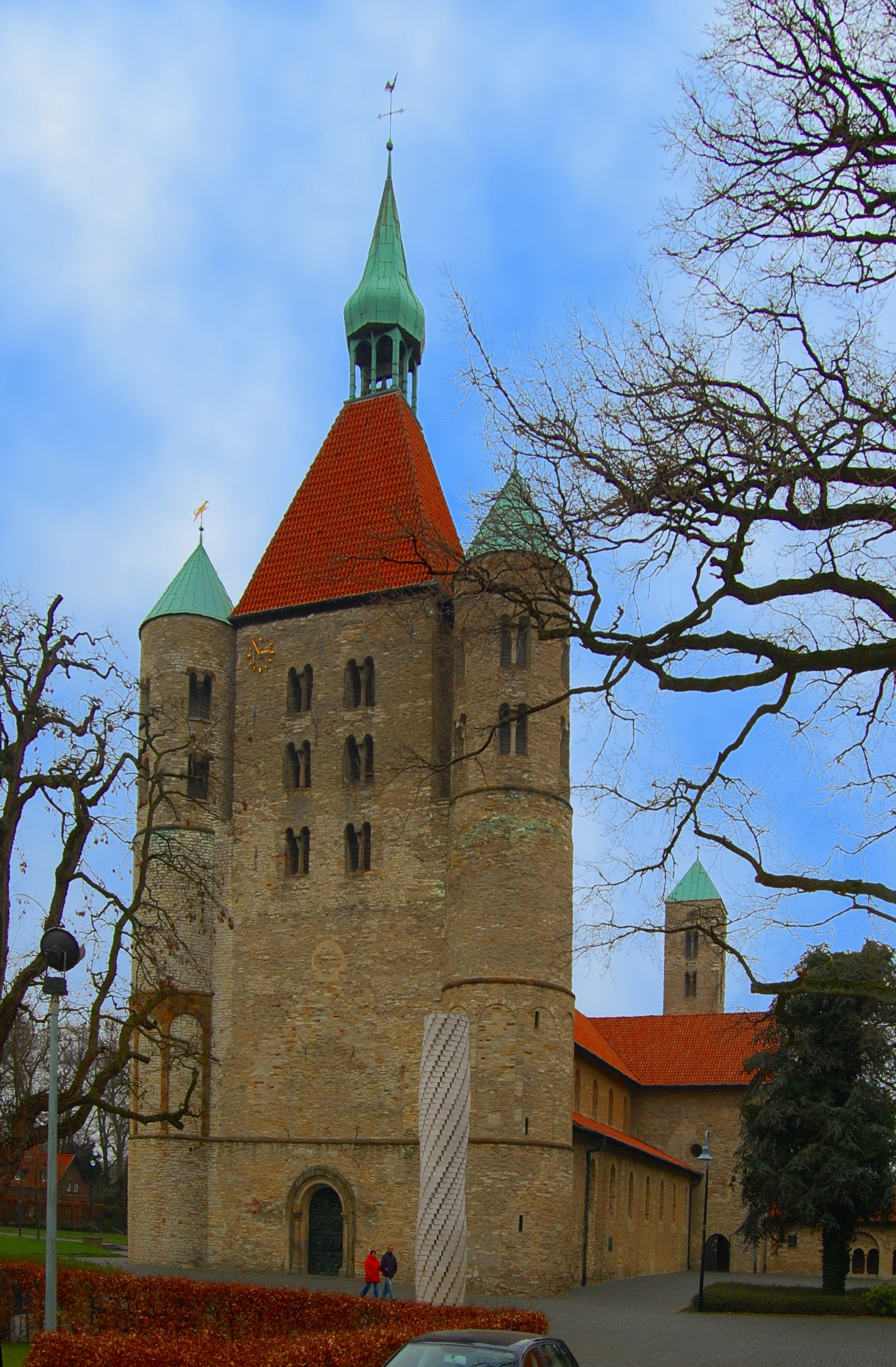
Westwerk der Stiftskirche St. Bonifatius, der weiße Turm ist Breath

- Stiftskirche St. Bonifatius (1129) – Taufstein (Meisterwerk romanischer Bildhauerkunst), zwölf Glocken (die Kirche mit den meisten funktionstüchtigen Glocken in NRW), Freckenhorster Kreuz, dreischiffige Krypta, die Grabplatte von Geva, Thiatildisschrein, Kreuzgang
- Petrikapelle – Die in der Petrikapelle untergebrachte Stiftskammer enthält Kunstwerke aus der Stiftszeit (unter anderem Silberschmiedearbeiten, liturgische Bücher, das Freckenhorster Hungertuch von 1628, Messgewänder, Stab des Hl. Bonifatius u. ä.) Als Schatzkammer im Jubiläumsjahr 2001 eingerichtet durch Ingrid Bussenius, eine Kölner Innenarchitektin (Domkammer in Köln). Im Sommerhalbjahr (von März bis Oktober) durch einen Kreis Ehrenamtlicher an Sonntagen geöffnet.
- Schloss Westerholt, ehemalige Abtei. Der zweigeschossige Putzbau wurde 1740 von dem Paderborner Hofarchitekten Franz Christoph Nagel für die Äbtissin Clara Franziska von Westerholt-Lembeck erbaut.
- Der Ortskern verfügt noch über einige ältere Wohnbauten:
  - Gänsestraße 1. Der Vierständerbau, dessen Giebeldreiecke über Knaggen vorkragen, wurde dendrochronologisch auf das Jahr 1548 datiert.
  - Hoetmarer Straße 1. Fachwerkbau mit Walmdach, dessen Obergeschoss über Knaggen weit vorkragt. Er wurde vermutlich um 1600 errichtet und bei dem 1888 durchgeführten Umbau mit einem Fronterker versehen.
  - Stiftshof 1. Die so genannte Boeselagersche Kurie wurde 1785 von Leopold von Hanxleden errichtet. Es handelt sich um ein eingeschossiges Backsteintraufenhaus mit Mittelrisaliten, das 1838 erweitert wurde.
  - Stiftsmarkt 15. Die heutige Villa „Roter Igel“, 1898 zwischen der Bäckerei Krass und dem Wohnhaus Schulz errichtetes repräsentatives Wohnhaus
  - Warendorfer Straße 77. Zweigeschossiges Fachwerk-Giebelhaus, bezeichnet 1575. Die verbretterten Giebeldreiecke ragen über Knaggen vor.
  - Warendorfer Straße 86. Die so genannte Villa Sendker wurde 1931 im Stil der Neuen Sachlichkeit von Emil Pohle errichtet. Sie verfügt noch über eine expressionistische Innenausstattung.
- Regionale 2004 – Hof Lohmann
- Landvolkshochschule Freckenhorst – Die Bildungsstätte ist in Trägerschaft des Bistums Münster und an den 800 Seminaren im Jahr nehmen ca. 25.000 Gäste teil. Schwerpunkte sind Fragen von Pädagogik, Theologie, Ökologie, Ökonomie und Kunst.

## Verkehr
Freckenhorst verfügt über Anschluss an das Busnetz der RVM sowie der Westfalenbus (Strecke S35).
| Linie | Verlauf | Takt                                               |
| ----- | --- | -------------------------------------------------- |
| S20   | Münster (Westf) Hbf – Everswinkel – Freckenhorst – Warendorf                                                                                               | 60 min                                             |
| S35   | Ahlen – Tönnishäuschen – Hoetmar – Freckenhorst – Warendorf                                                                                                | 20/60 min (Mo–Fr), 60 min (Sa), Drei Buspaare (So) |
| R23   | (R22 Münster –) Everswinkel – Freckenhorst – Warendorf | 60 min (Mo–Fr), 120 min (So)                       |
| R63   | Warendorf – Freckenhorst – Westkirchen – Ennigerloh | 60 min mit Verstärkern (Mo–Sa), 120 min (So)       |
| N3    | Münster (Westf) Hbf – Münster MCC/Halle Münsterland – Wolbeck – Alverskirchen – Everswinkel – Freckenhorst – Westkirchen – Ennigerloh – Neubeckum – Beckum | Einzelne Fahrten (Fr auf Sa), 120 min (Sa auf So)  |

## Persönlichkeiten

### Söhne und Töchter Freckenhorsts
- Christian Sleibing (um 1505–1566), Magister, Schulleiter und Superintendent in Osnabrück
- Bernard Georg Kellermann (1776–1847), Theologe und 1846 kurzzeitig Bischof von Münster
- Stephan Heinrich Hesker (1789–1870), Voltigeur im Russlandfeldzug Napoleons, Ritter der französischen Ehrenlegion
- Johann, Laurenz und Heinrich Petermann (lebten im 19. Jahrhundert), Schmiedemeister und Mitbegründer der Petermann-Werke
- Ansgar Höckelmann (1862–1943), Benediktinermönch in Emaus/Prag, Abt von Erdington/England und Weingarten
- Heinrich Lampen (1914–1979), deutscher Mediziner
- Willi Arens (1937–2011), deutscher Politiker und niedersächsischer Landtagsabgeordneter der SPD
- Volker Kottkamp (* 1943), ehemaliger Reporter und Moderator der ARD
- Jürgen van der List (* 1943), Ingenieur und Hochschullehrer
- Rudolf Kimmina (1944–2024), Maler
- Werner Neumann (* 1953), Vorsitzender Richter am deutschen Bundesverwaltungsgericht
- Thomas Oppermann (1954–2020), deutscher Politiker (SPD) und Vizepräsident des Deutschen Bundestages
- Ibrahim Evsan (* 1975), deutscher Unternehmer
- Jan-Christian Zeller (* 1981), deutscher Fernseh- und Hörfunk-Moderator
- Maximilian Schulze Niehues (* 1988), Fußballspieler

### Mit Bezug zu Freckenhorst
- Bernhard II. (Lippe) (um 1140–1224), Besitzer der Vogtei über das Kloster Freckenhorst
- Heinrich Scheve (um 1470–1554), deutscher Humanist und Kanoniker in Freckenhorst
- Agnes von Limburg-Stirum (1563–1645), Äbtissin des Stifts Freckenhorst
- Elisabeth von Bergh-s’Heerenberg (1581–1614), Äbtissin des Stifts Freckenhorst
- Franz Christoph Nagel (1699–1764), Baumeister des Freckenhorster Abteigebäudes
- Wilhelm Rincklake (1851–1927), deutscher Architekt, der 1884 St. Bonifatius ausstattete
- Philipp Jakob Manz (1861–1936), Architekt des Gebäudes für die H. Brinkhaus Textilfabrik in Freckenhorst
- Emil Pohle (1885–1962), Architekt der Villa Sendker in Freckenhorst
- Johannes Große Winkelsett (1896–1954), deutscher Politiker, Landtagsabgeordneter der CDU und des Zentrums, Landwirt in Freckenhorst
- Clemens Hesemann (1897–1981), deutscher Politiker und Landwirtschaftsfunktionär
- Josef Höchst, (1907–1996), Landrat Kreis Warendorf, Bundestagsabgeordneter (CDU), Landwirt in Freckenhorst
- Bernhard Schulte (Pädagoge) (1914–1984), deutscher Pädagoge und Erwachsenenbilder, Leiter der Freckenhorster Landvolkshochschule
- Heinz Riech (1922–1992), deutscher Filmkaufmann (Ufa) mit Wohnsitz Freckenhorst
- Heinrich Gerhard Bücker (1922–2008), Bildhauer und Maler, der bei der Restaurierung der Stiftskirche Freckenhorst mitwirkte
- Klaus Gruhn (* 1933), Gymnasialdirektor und Lokalhistoriker
- Johannes K. Rücker (1949–2021), deutscher Pädagoge und Erwachsenenbilder, Leiter der Freckenhorster Landvolkshochschule

## Partnerstadt
- Pavilly, Frankreich

## Regelmäßige Veranstaltungen und Vereine
- Krüßing (Sonntag nach dem 3. Mai) mit Kunstmarkt, Open-Air-Theater und Kirmes (am Krüßing-Wochenende)
- Poggen Power – Open-Air-Festival (alle zwei Jahre im Sommer)
- Bürgerschützenfest (jedes letzte Juliwochenende)
- Freckenhorster Sommerkonzert: jährlich am dritten August-Wochenende ein Freiluftkonzert im Garten von Schloss Westerholt
- Freckenhorster Herbst: jährlich am zweiten Oktoberwochenende mit Kirmes, Trödel und Festzeltprogramm
- Karneval: Karnevalsverein Silber-Blau[8]
- Hallenkreismeisterschaft: 1. Mannschaften des Kreises Warendorf, ausgerichtet vom Tus Freckenhorst
- Offener Keller – Jugendkeller für Kinder von 9–13 Jahren (jeden Freitag in der Schulzeit) der Gruppenleiterrunde LamBo[9]
- Nikolausabend – Am Abend des 5. Dezember werden alle Kinder zwischen 2–8 Jahren vom Nikolaus besucht[10]